# Providence (New York)
Pour les articles homonymes, voir Providence.
Providence est une ville de l'État américain de New York, située dans le comté de Saratoga. 
Selon le recensement de 2010, sa population est de 1 995 habitants.